# Ricanoptera melaleuca
Ricanoptera melaleuca är en insektsart som först beskrevs av Stsl 1870.  Ricanoptera melaleuca ingår i släktet Ricanoptera och familjen Ricaniidae. Inga underarter finns listade i Catalogue of Life.